# Abell 2029
Abell 2029 este un super-roi de galaxii (de tip cD galaxy) în constelația Șarpele, la frontiera cu constelația Fecioara. 
Abell 2029 cuprinde mai multe mii de galaxii. 
În centrul său se află galaxia IC 1101 clasată E3 și pe care unii au clasat-o S0 (galaxie lenticulară). Singură, ea emite 25% din toată lumina emisă de galaxiile din acest roi. IC 1101 este cea mai mare galaxie din Universul cunoscut și una dintre cele mai strălucitoare în mod absolut. 